# نمکی و مار عینکی
نمکی و مار عینکی نام رمان کودک و نوجوان اثر فرهاد حسن‌زاده است. این رمان اولین بار در سال ۱۳۷۴ با عنوان هفت دزد و هفت یاقوت کبود به صورت کمیک استریپ منتشر شده بود؛ اما بعداً بازنویسی شد و به صورت رمان توسط انتشارات سوره مهر منتشر شد.
در سال ۱۳۹۰ یک انیمیشن ۱۲ قسمتی با همین نام از روی اثر ساخته شد.

## داستان
ماجرا دربارهٔ پسری به نام نمکی است که در شهر آفتاب و مهتاب زندگی می‌کند. او با پهلوان تیمور در میدان شهر معرکه‌گیری می‌کند و نمایش مارگیری انجام می‌دهد. روزی از روزها هفت یاقوت قصر پادشاه دزدیده می‌شود. شاه برای یابندگان جواهرهایش جایزه و پاداشی معلوم می‌کند. پهلوان تیمور عازم سفر شده و نمکی و دوستش مار عینکی تنها می‌مانند. آنها هم تصمیم می‌گیرند تا بخت خود را آزمایش کنند و این آغاز سفری است برای آن دو تا هفت یاقوت کبود را پیدا کنند.